# August der Starke (1984)
August der Starke ist ein Fernsehfilm mit Szenen aus dem Leben des sächsischen Kurfürsten und polnischen Königs Friedrich August I., genannt August der Starke (1670–1733).

## Handlung
Der Film beginnt mit einer Szene, in der der Hauptdarsteller Gert Fröbe beim Schminken und Ankleiden für seine Rolle gezeigt wird und dabei erzählt, wie gern er als gebürtiger Sachse schon immer diese Rolle spielen wollte. Danach folgen Szenen aus dem Leben Augusts des Starken, beginnend mit dem Tod seines Bruders Johann Georg IV. 1694, durch den er zum Kurfürst von Sachsen aufsteigt. Danach geht es beispielsweise um Augusts prunkvolle Hofhaltung, seine Mätressenwirtschaft, seine durch Drohung und Bestechung zustandegekommene Wahl zum König von Polen oder sein ungeschicktes Agieren im Nordischen Krieg. Der Film endet mit Augusts sich verschlechterndem Gesundheitszustand und seinem Tod in Warschau 1733.

## Stil
Der Film wurde nicht an realen Schauplätzen, sondern in einem Theater mit bewusst unecht wirkenden Kulissen gedreht – bei einer Jagdszene reitet August beispielsweise auf einem Papp-Pferd. Augusts Diener Beichling übernimmt die Rolle eines allwissenden Erzählers, der August über zukünftige Entwicklungen seiner Herrschaft und seines Liebeslebens aufklären und den Zuschauern historische Zusammenhänge erklären kann.
Der Film strebt keine historische Genauigkeit oder kritische Einordnung von Augusts Herrschaft an, sondern ist ein reiner Unterhaltungsfilm, bei dem auch negative Auswüchse seiner absolutistischen Herrschaft teils komödiantisch betrachtet werden.

## Produktion
August der Starke wurde von der Polyphon Film- und Fernsehgesellschaft im Auftrag von ZDF und ORF produziert und am 3. Januar zum ersten Mal ausgestrahlt. 2017 erschien er in der Reihe Fernsehjuwelen auf DVD.

## Auszeichnungen
Einen Monat nach der Ausstrahlung, am 3. Februar 1984, erhielt Hauptdarsteller Gert Fröbe die Goldene Kamera für seine Rollen in Raub der Sabinerinnen, Der Garten, Berliner Ballade (als Otto Normalverbraucher) und August der Starke.